# Worms Crazy Golf
Worms Crazy Golf (с англ. — «Червяки: Безумный гольф») — видеоигра в жанре аркадного симулятора гольфа, разработанная и изданная компанией Team17 в 2011 году. Игра является спин-оффом серии Worms.

## Игровой процесс
В отличие от других частей серии Worms, в Crazy Golf не нужно сражаться с другими командами червей. Игрок управляет одним червяком, и ему требуется забить мяч в лунку с помощью клюшки для гольфа. Игра выполнена в двухмерной графике. В режиме кампании представлено несколько ландшафтов с 18 заданиями на каждом из них. На площадках для гольфа встречаются монеты (их можно потратить на новые клюшки, голоса и головные уборы червяков), катапульты и прочие вспомогательные устройства для прохождения, а также овцы, кроты, старушки и летучие мыши, которые препятствуют попаданию мяча в цель. На полях находятся и другие червяки, и если мяч столкнётся с кем-либо из них, тот превратиться в надгробие, как и в остальных играх серии. За выполнение определённых заданий игрок награждается трофеями, которые можно просмотреть в меню. Разные клюшки, приобретаемые игроком, оказывают разное влияние на дальность и точность полёта мяча. В Worms Crazy Golf также присутствует многопользовательский режим до четырёх игроков с технологией разделённого экрана.

## Разработка и выход игры
Как и предыдущие части серии, Worms Crazy Golf разрабатывалась студией Team17, она же выступила издателем. Анонс состоялся 20 июня 2001 года. Новая часть относится к спин-оффам серии, и, в отличие от предшественников, сосредоточена на игре в гольф, однако сохранила традиционный для франшизы юмор, визуальный стиль и особенности. Перед релизом игры, представители компании публиковали в сети видео с геймплеем на разных ландшафтах.
Выпуск Worms Crazy Golf состоялся 18 октября 2011 года на iOS, а следующим днём — на PC и PlayStation 3. На iOS игра распространялась через сервис iTunes, на ПК — через Steam, а на PlayStation 3 — через PlayStation Network. 1 ноября для Worms Crazy Golf было выпущено бесплатное обновление, добавляющее новую площадку для гольфа, голоса, головные уборы, клюшки и достижения. 22 ноября состоялся выход игры на компьютеры Mac. 13 апреля 2012 года игра также вышла в Европе на ПК в физическом издании на компакт-дисках.

## Оценки и мнения
| Сводный рейтинг    | Сводный рейтинг             |
| Агрегатор          | Оценка                      |
| ------------------ | --------------------------- |
| GameRankings       | 81,43 % (iOS) 64,12 % (PS3) |
| Metacritic         | 85/100 (iOS) 61/100 (PS3)   |
| Иноязычные издания |                             |
| Издание            | Оценка                      |
| AllGame            | [ 7 ]                       |
| IGN                | 9/10 (iPad)                 |
| GameWatcher        | 6/10 (PC)                   |

Worms Crazy Golf получила смешанные отзывы от критиков. Некоторым обозревателям понравилась идея игры, но другие разочаровались в реализации геймплея. На сайте Metacritic средняя оценка составляет 85/100 в версии для iOS и 61/100 для PlayStation 3. Схожая статистика опубликована и на GameRankings: 81,43 % для iOS и 64,12 % для PlayStation 3.
Обозревая версию для iPad, Кеца Макдональд (IGN) высоко оценил Worms Crazy Golf и сказал: «Являетесь ли вы поклонником Worms или нет, вы будете наслаждаться этим причудливым, инновационным предложением».

## Продажи
Летом 2018 года, благодаря уязвимости в защите Steam Web API, стало известно, что точное количество пользователей сервиса Steam, которые играли в игру хотя бы один раз, составляет 132 903 человека.